# Touvre
Touvre és un municipi francès situat al departament del Charente i a la regió de la Nova Aquitània. L'any 2007 tenia 1.100 habitants.

## Demografia

### Població
El 2007 la població de fet de Touvre era de 1.100 persones. Hi havia 449 famílies de les quals 84 eren unipersonals (36 homes vivint sols i 48 dones vivint soles), 190 parelles sense fills, 151 parelles amb fills i 24 famílies monoparentals amb fills.
La població ha evolucionat segons el següent gràfic:
Habitants censats

### Habitatges
El 2007 hi havia 475 habitatges, 449 eren l'habitatge principal de la família, 8 eren segones residències i 18 estaven desocupats. 468 eren cases i 7 eren apartaments. Dels 449 habitatges principals, 367 estaven ocupats pels seus propietaris, 68 estaven llogats i ocupats pels llogaters i 14 estaven cedits a títol gratuït; 8 tenien dues cambres, 60 en tenien tres, 124 en tenien quatre i 257 en tenien cinc o més. 345 habitatges disposaven pel capbaix d'una plaça de pàrquing. A 164 habitatges hi havia un automòbil i a 265 n'hi havia dos o més.

### Piràmide de població
La piràmide de població per edats i sexe el 2009 era:
| Homes | Edats   | Dones |
| ----- | ------- | ----- |
| 0     | 95 o +  | 4     |
| 0     | 90 a 94 | 4     |
| 8     | 85 a 89 | 8     |
| 8     | 80 a 84 | 4     |
| 16    | 75 a 79 | 8     |
| 8     | 70 a 74 | 20    |
| 32    | 65 a 69 | 28    |
| 16    | 60 a 64 | 28    |
| 44    | 55 a 59 | 20    |
| 24    | 50 a 54 | 60    |
| 44    | 45 a 49 | 28    |
| 44    | 40 a 44 | 48    |
| 56    | 35 a 39 | 52    |
| 36    | 30 a 34 | 44    |
| 16    | 25 a 29 | 12    |
| 24    | 20 a 24 | 12    |
| 32    | 15 a 19 | 32    |
| 36    | 10 a 14 | 28    |
| 28    | 5 a 9   | 52    |
| 28    | 0 a 4   | 32    |

## Economia
El 2007 la població en edat de treballar era de 740 persones, 541 eren actives i 199 eren inactives. De les 541 persones actives 501 estaven ocupades (260 homes i 241 dones) i 40 estaven aturades (15 homes i 25 dones). De les 199 persones inactives 104 estaven jubilades, 58 estaven estudiant i 37 estaven classificades com a «altres inactius».

### Ingressos
El 2009 a Touvre hi havia 456 unitats fiscals que integraven 1.170 persones, la mediana anual d'ingressos fiscals per persona era de 19.542 €.

### Activitats econòmiques
Dels 12 establiments que hi havia el 2007, 1 era d'una empresa extractiva, 1 d'una empresa de fabricació d'altres productes industrials, 5 d'empreses de construcció, 1 d'una empresa de comerç i reparació d'automòbils, 1 d'una entitat de l'administració pública i 3 d'empreses classificades com a «altres activitats de serveis».
Dels 5 establiments de servei als particulars que hi havia el 2009, 1 era un paleta, 1 lampisteria, 2 electricistes i 1 perruqueria.
L'any 2000 a Touvre hi havia 10 explotacions agrícoles que ocupaven un total de 123 hectàrees.

## Equipaments sanitaris i escolars
El 2009 hi havia una escola elemental.

## Poblacions més properes
El següent diagrama mostra les poblacions més properes.